# Marc Lépine

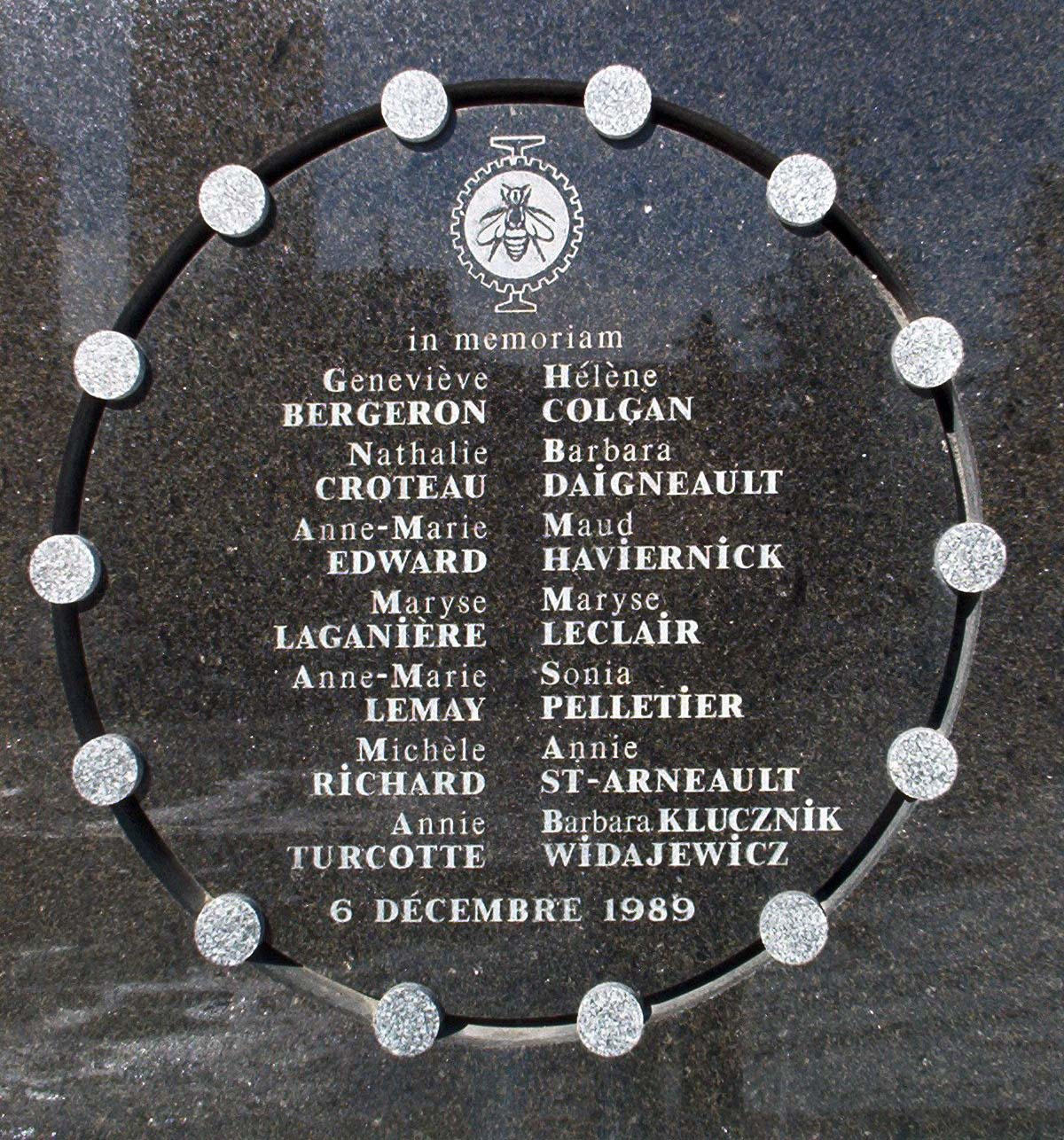
Placa memorial do Massacre.

Marc Lépine (pronúncia francesa: [maʁk lepin]; nascido Gamil Rodrigue Liass Gharbi; 26 de outubro de 1964 — 6 de dezembro de 1989) foi um assassino em massa canadense de Montreal, Quebec, que, em 1989, matou quatorze mulheres e feriu dez mulheres e quatro homens na École Polytechnique de Montréal, uma escola de engenharia afiliada à Université de Montréal, no Massacre da École Polytechnique, também conhecido como "Massacre de Montreal".
Lépine nasceu em Montreal, filho da enfermeira canadense Monique Lépine e do empresário argelino Rachid Gharbi. Gharbi era abusivo e desprezava as mulheres, e deixou o relacionamento quando Marc tinha 7 anos, depois que Monique voltou à enfermagem para apoiar seus filhos. Lépine e sua irmã mais nova moravam com outras famílias, vendo a mãe nos fins de semana. Lépine foi considerado inteligente, mas retraído, e teve dificuldades com os pares e as relações familiares. Ele legalmente mudou seu nome para Marc Lépine aos 14 anos, dando o "ódio ao pai" como o motivo.
A candidatura de Lépine às Forças Canadenses foi rejeitada e, em 1982, ele iniciou um programa de ciências em uma faculdade, passando para um programa mais técnico após um ano. Em 1986, ele abandonou o curso em seu mandato final e, posteriormente, foi demitido de seu emprego em um hospital devido à sua má atitude. Ele iniciou um curso de programação de computadores em 1988 e o abandonou novamente antes da conclusão. Lépine solicitou duas vezes a admissão na École Polytechnique, mas não tinha dois cursos obrigatórios. Há muito que Lépine reclama de mulheres que trabalham em empregos "não tradicionais". Após vários meses de planejamento, incluindo a compra de um rifle semiautomático, ele entrou na École Polytechnique na tarde de 6 de dezembro de 1989, separou os homens das mulheres na sala de aula e atirou nas mulheres, alegando que ele estava "lutando contra o feminismo". Ele então se mudou para outras partes do edifício, visando apenas as mulheres, antes de se matar. Sua nota de suicídio culpava as feministas por arruinar sua vida.
As ações de Lépine foram atribuídas de várias formas, do ponto de vista da psiquiatria, com diagnósticos como transtorno de personalidade, psicose ou distúrbio de apego, observando fatores sociais como pobreza, isolamento, impotência e violência na mídia. O massacre é considerado pelos criminologistas como um exemplo de crime de ódio contra as mulheres, e por feministas e funcionários do governo como ataque misógino e um exemplo da questão maior da violência contra as mulheres. O dia 6 de dezembro é agora observado no Canadá como um Dia Nacional de Lembrança e Ação contra a Violência contra as Mulheres.

## Vida

### Infância
Marc Lépine nasceu Gamil Rodrigue Liass Gharbi em 26 de outubro de 1964, em Montreal, Quebec, filho do imigrante argelino Rachid Liass Gharbi e da enfermeira canadense Monique Lépine. A irmã de Gamil, Nadia, nasceu em 1967. Rachid era um vendedor de fundos mútuos e estava viajando pelo Caribe na época do nascimento de seu filho. Durante sua ausência, Monique descobriu evidências de que seu marido estava tendo um caso. Rachid era um muçulmano que não praticava e Monique uma ex-freira católica que havia rejeitado a religião organizada depois que ela deixou o convento. O filho deles foi batizado como católico quando criança, mas não recebeu instruções religiosas durante a infância; sua mãe descreveu o filho como "ateu confirmado a vida toda".
A instabilidade e a violência marcaram a família: mudou-se frequentemente, e grande parte da primeira infância de Lépine foi passada na Costa Rica e em Porto Rico, onde seu pai trabalhava para uma empresa suíça de fundos mútuos. A família retornou a Montreal permanentemente em 1968, pouco antes de um colapso do mercado de ações levar à perda de grande parte dos ativos da família. Rachid era um homem autoritário, possessivo e ciumento, frequentemente violento em relação à esposa e aos filhos. Ele desprezava as mulheres e acreditava que elas eram destinadas apenas a servir homens. Ele exigiu que sua esposa atuasse como sua secretária pessoal, dando um tapa nela se ela cometer algum erro de digitação e forçando-a a redigitar documentos, apesar dos gritos de seu bebê. Ele também foi negligente e abusivo com seus filhos, particularmente com seu filho, e desencorajou qualquer ternura, pois considerou estragada.
Em 1970, após um incidente em que Rachid atingiu Gamil com tanta força que as marcas em seu rosto eram visíveis uma semana depois, Monique decidiu sair. A separação legal foi finalizada em 1971 e o divórcio em 1976. Após a separação, Gamil morou com a mãe e a irmã mais nova Nadia; logo depois, a casa e os bens foram apreendidos quando Rachid deixou de pagar os pagamentos da hipoteca. Gamil tinha medo de seu pai e, a princípio, o via em visitas semanais supervisionadas. As visitas terminaram rapidamente, pois Rachid cessou o contato com seus filhos logo após a separação. Gamil nunca mais viu seu pai e, no futuro, recusou-se a discuti-lo com outras pessoas.
Rachid parou de fazer pagamentos de pensão alimentícia depois de pagar duas vezes e, para sobreviver, Monique voltou a trabalhar. Posteriormente, começou a fazer outros cursos para avançar em sua carreira. Durante esse período, as crianças viviam com outras famílias durante a semana, vendo a mãe apenas nos finais de semana. Preocupada com os filhos e as habilidades parentais, ela procurou ajuda para a família de um psiquiatra no Hospital St. Justine's em 1976; a avaliação concluiu que não havia nada errado com o tímido e retirado Gamil, mas recomendou a terapia para sua irmã Nadia, que estava desafiando sua autoridade. Nadia morreu em 1996, aos 28 anos, por overdose de cocaína.

### Adolescência
Depois que o divórcio se tornou definitivo em 1976, os filhos, então com 12 e 9 anos, voltaram a morar com a mãe, que era diretora de enfermagem de um hospital de Montreal. Em 1977, a família mudou-se para uma casa comprada no subúrbio de classe média de Pierrefonds, em Montreal. Gamil cursou o ensino médio, onde foi descrito como um aluno tranquilo, que obteve notas médias a acima da média. Ele desenvolveu uma estreita amizade com outro garoto, mas não se encaixava com outros estudantes. Provocado como árabe por causa de seu nome, aos 14 anos ele mudou legalmente para "Marc Lépine", citando seu ódio por seu pai como a razão para usar o sobrenome de sua mãe. Lépine não se comunicou e mostrou pouca emoção. Ele sofria de baixa auto-estima, exacerbada por sua acne crônica. As relações familiares continuaram difíceis; sua irmã mais nova, Nadia, humilhou-o publicamente sobre sua acne e sua falta de namoradas. Ele fantasiou sobre a morte dela e, em uma ocasião, fez uma falsa sepultura para ela. Ele ficou muito feliz quando, em 1981, ela foi colocada em uma casa de grupo por causa de seu comportamento delinquente e abuso de drogas.
Buscando um bom modelo masculino para Lépine, sua mãe arranjou um amigo. Por dois anos, a experiência mostrou-se positiva, pois Lépine, muitas vezes com seu melhor amigo, aproveitou o tempo com fotografia e motocicletas moto-cross. No entanto, em 1979, as reuniões cessaram abruptamente quando o amigo foi detido por suspeita de molestar meninos. Tanto Lépine quanto seu amigo negaram que qualquer abuso sexual tivesse ocorrido. Quando adolescente, Lépine possuía um rifle de ar, que costumava atirar em pombos perto de sua casa com seu amigo. Eles também gostaram de projetar e construir aparelhos eletrônicos. Lépine desenvolveu um interesse na Segunda Guerra Mundial e uma admiração por Adolf Hitler, e desfrutou de filmes de ação e terror. Ele também assumiu uma responsabilidade considerável em casa, incluindo limpar e fazer reparos enquanto sua mãe trabalhava.
Lépine solicitou ingressar nas Forças Canadenses como cadete oficial em setembro de 1981 aos 17 anos, mas foi rejeitado durante o processo de entrevista. Mais tarde, ele disse a seu amigo que era por causa de dificuldades em aceitar autoridade, e em sua carta de suicídio observou que ele havia sido considerado "anti-social". Uma declaração oficial dos militares após o massacre afirmou que ele havia sido "entrevistado, avaliado e determinado como inadequado".

### Fase adulta
Em 1982, aos 18 anos, a família mudou-se para Saint-Laurent, mais perto do trabalho de sua mãe e do novo CEGEP de Lépine. Ele perdeu o contato com o amigo da escola logo após a mudança. Esse período marca o início dos sete anos que ele descreveu em sua nota de suicídio como "não lhe trouxe alegria".
Em agosto de 1982, Lépine iniciou um curso pré-universitário de dois anos em ciências puras na Cégep de Saint-Laurent, reprovando dois cursos no primeiro semestre, mas melhorando consideravelmente suas notas no segundo semestre. Ele trabalhava meio período em um hospital local, onde sua mãe era diretora de enfermagem, servindo comida e realizando trabalhos de custódia. Ele era visto como nervoso, hiperativo e imaturo por seus colegas. Ele desenvolveu uma atração por outro funcionário, mas era tímido demais para agir de acordo com seus sentimentos. Depois de um ano na faculdade, ele passou do programa de ciências destinado à universidade para a tecnologia eletrônica, um programa técnico de três anos voltado mais para o emprego imediato. Seus professores lembraram que ele era um aluno exemplar, quieto, trabalhador e geralmente se saindo bem em suas aulas, principalmente as relacionadas à eletrotecnologia. Houve uma queda inexplicável em suas notas no período de outono de 1985 e, em fevereiro de 1986, durante o último período do programa, ele repentinamente e sem explicação parou de frequentar as aulas, como resultado de não concluir seu diploma.
Lépine mudou-se da casa de sua mãe para seu próprio apartamento, e em 1986 se candidatou para estudar engenharia na École Polytechnique de Montréal. Ele foi admitido com a condição de concluir dois cursos obrigatórios, incluindo um em química de soluções. Em 1987, Lépine foi demitido de seu emprego no hospital por comportamento agressivo, desrespeito aos superiores e descuido em seu trabalho. Ele ficou furioso com sua demissão e, na época, descreveu um plano para cometer um tumulto assassino e depois cometer suicídio. Seus amigos notaram que ele era imprevisível, ficando furioso quando frustrado.
No outono de 1987, para concluir seu diploma universitário, Lépine fez três cursos, obtendo boas notas em todos eles e, em fevereiro de 1988, iniciou um curso de programação de computadores em uma faculdade particular no centro da cidade de Montreal, financiando seus estudos com empréstimos para estudantes do governo. Ele se mudou para um apartamento no centro da cidade com seu velho amigo do ensino médio, e, no inverno de 1989, fez um curso noturno do CEGEP em química de soluções, um curso obrigatório para a École Polytechnique. Lépine queria uma namorada, mas geralmente não se sentia à vontade com as mulheres. Ele tendia a mandar nas mulheres ao redor e mostrar seu conhecimento diante delas. Ele falou aos homens sobre sua antipatia por feministas, mulheres de carreira e mulheres em ocupações tradicionalmente masculinas, como a força policial, afirmando que as mulheres devem permanecer em casa, cuidando de suas famílias. Lépine voltou a aplicar-se na École Polytechnique em 1989; no entanto, seu pedido foi rejeitado por falta de cursos obrigatórios. Em março de 1989, ele abandonou o curso de programação de computadores, apesar de ter se saído bem no curso do CEGEP, obtendo 100% em seu exame final. Em abril de 1989, ele se reuniu com um oficial de admissão na universidade e se queixou de como as mulheres estavam assumindo o mercado de trabalho dos homens.

## O massacre

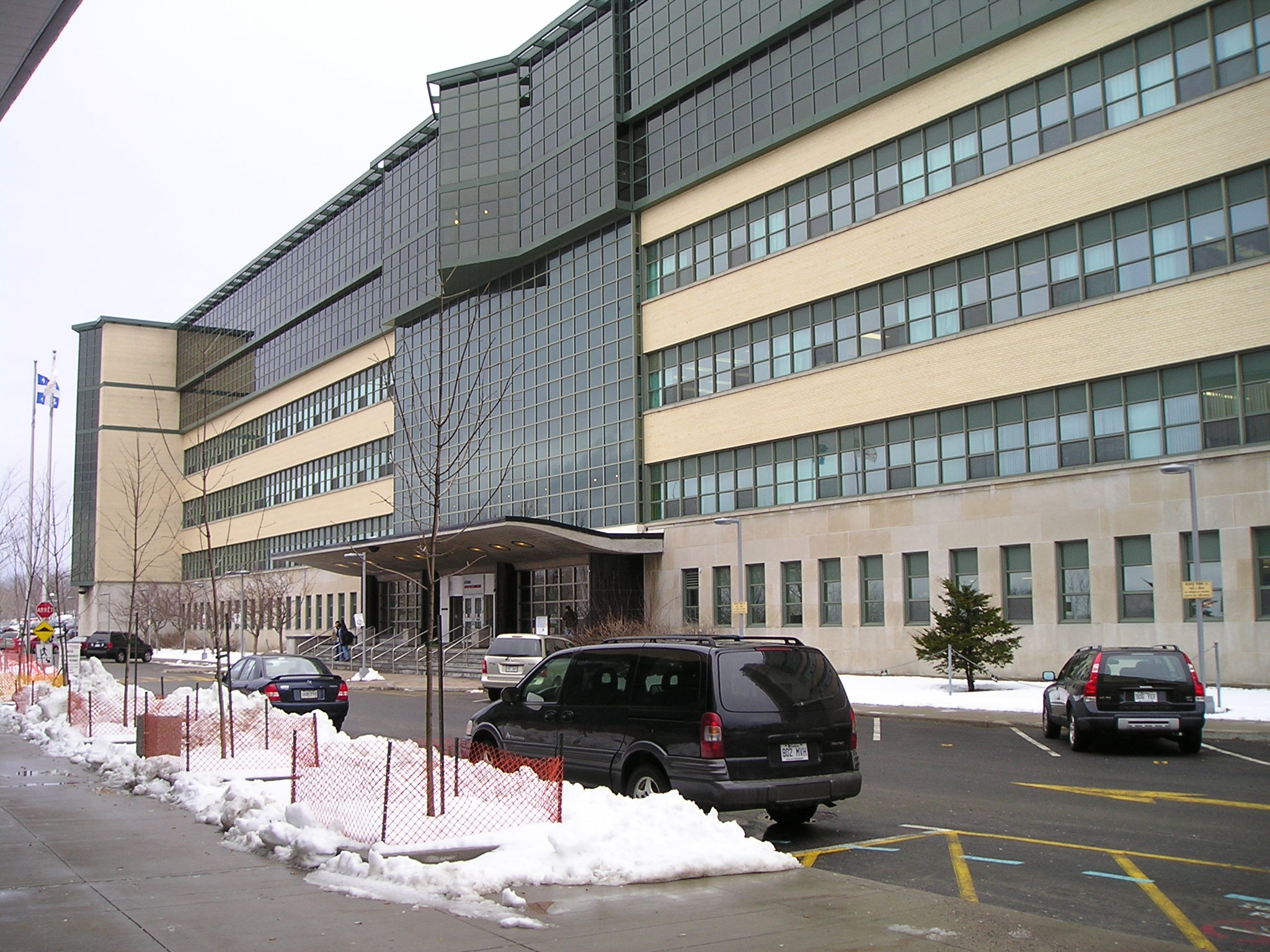
Exterior da École Polytechnique de Montréal.

O massacre aparenta ter sido planejado por vários meses. Em agosto de 1989, Lépine solicitou um certificado de aquisição de armas de fogo e, em meados de outubro, recebeu sua permissão. Em 21 de novembro de 1989, Lépine comprou um rifle semi-automático Ruger Mini-14 em uma loja de artigos esportivos local. Entre outubro e dezembro de 1989, Lépine foi visto pelo menos sete vezes na École Polytechnique. Quatro dias antes do tiroteio, ele trouxe um presente para a mãe, apesar de várias semanas antes do aniversário dela; ele também trouxe uma nota e dois sacos de pertences, que ela não descobriu até muito tempo depois do tiroteio. Lépine sempre fora muito pontual pagando seu aluguel, mas não o fez em dezembro de 1989.
Em 6 de dezembro de 1989, Lépine entrou na École Polytechnique. Lá, ele entrou em uma sala de aula no segundo andar, onde separou homens e mulheres e depois ordenou que os aproximadamente 50 homens fossem embora. Alegando que estava lutando contra o feminismo, ele atirou nas nove mulheres que permaneceram, matando seis e ferindo as demais. Depois disso, Lépine mudou-se para outras áreas do edifício, incluindo a cafeteria, os corredores e outra sala de aula. Um total de quatorze mulheres (doze estudantes de engenharia, um estudante de enfermagem e um funcionário da universidade) foram mortas e quatro homens e dez mulheres feridas antes de Lépine apontar a arma para si mesmo. Mais tarde, o evento foi descrito como um tipo de "pseudo-comunidade" de "pseudo-comando" assassinato-suicídio, no qual o agressor tem como alvo um grupo específico, geralmente em um local público e com a intenção de morrer em "um incêndio de glória".
Uma carta de suicídio de três páginas foi encontrada no bolso de sua jaqueta. A carta nunca foi oficialmente divulgada, mas vazou em novembro de 1990 para Francine Pelletier e publicada no jornal La Presse. Em sua carta, Lépine alegou motivos políticos, culpando as feministas por arruinar sua vida. Ele se considerava racional e expressou admiração por Denis Lortie, que havia atacado um ataque à Assembléia Nacional do Quebec em 1984 por razões políticas, matando três funcionários do governo do Quebec. A carta também continha uma lista de dezenove mulheres de Quebec que Lépine aparentemente desejava matar por causa de seu feminismo. Outra carta, escrita a um amigo, prometeu a explicação para o massacre, seguindo as pistas deixadas no apartamento de Lépine. A caçada levou apenas a uma mala de jogos e hardware de computador.
Lépine foi enterrado na Cimetière Notre-Dame-des-Neiges, em Montreal, a poucos quarteirões de onde ele cometeu o massacre.

### Fundamentação
Um psiquiatra da polícia que entrevistou a família e a comitiva de Lépine, e que teve acesso a suas cartas, sugeriu que ele pode ter um sério distúrbio de personalidade, pois escolheu a estratégia de múltiplos homicídios e suicídio (se matar depois de matar outros) que é uma característica desse distúrbio. O psiquiatra observou "extrema vulnerabilidade narcísica", como mostrado por fantasias de poder e sucesso combinadas com altos níveis de autocrítica e dificuldades em lidar com rejeição e fracasso. Sentimentos de impotência e incompetência foram compensados por uma vida imaginária violenta e grandiosa. Outros psiquiatras sugeriram que Lépine era psicótico, tendo perdido o contato com a realidade enquanto tentava apagar as memórias de um pai brutal (e ausente), enquanto ao mesmo tempo se identificava inconscientemente com uma masculinidade violenta que domina as mulheres. Outras teorias eram de que as experiências de abuso de Lépine quando criança haviam causado danos cerebrais ou o levaram a ser vitimado ao enfrentar perdas e rejeições em sua vida posterior.
A mãe de Lépine especulou que ele pode ter sofrido de um distúrbio de apego devido ao abuso e ao sentimento de abandono que experimentou na infância. Ela também se perguntou se Lépine a via como feminista, e que o massacre poderia ter sido uma tentativa inconsciente de se vingar de sua negligência enquanto ela seguia sua carreira e as provocações de sua irmã. Outros adotam uma abordagem menos individualista. Muitas feministas e funcionários do governo veem isso como uma ilustração da violência misógina cometida contra as mulheres. Os criminologistas consideram o massacre como um exemplo de crime de ódio ou preconceito contra as mulheres. Alguns antifeministas procuram reabilitar Lépine como herói da causa antifeminista. Alguns antifeministas procuram reabilitar Lépine como herói da causa antifeminista. Outros se perguntaram se as ações de Lépine foram o resultado de mudanças sociais que levaram ao aumento da pobreza, impotência, isolamento individual ou aumento da violência na mídia e na sociedade.

## Carta de suicídio
A seguir, uma tradução da carta de suicídio escrita por Lépine no dia do tiroteio. A carta original em francês também está disponível.
Desculpe os erros. Eu tive apenas 15 minutos para escrever isto (veja também o apêndice).

Observe que, se eu cometi suicídio hoje, 89/12/06, não é por razões econômicas (porque eu esperava ter esgotado todos os meus meios financeiros recusando até mesmo emprego), mas bem por razões políticas. Porque eu decidi enviar as feministas, que sempre arruinaram minha vida, para o Criador delas. Durante 7 anos que a vida não me traz mais alegria e eu estar totalmente cansado, decidi colocar um pedaço de pau na roda desses viragos.
Na minha juventude, eu já havia tentado me alistar nas Forças como cadete, o que me permitiria entrar no processo do arsenal e Lortie em um ataque. Eles me recusaram por uma causa social. Então, esperei até o dia de hoje para executar meus projetos. Enquanto isso, continuei meus estudos no arenito do vento, porque eles nunca me interessaram conhecer o meu destino com antecedência. O que não me impediu de ter notas muito boas, apesar da minha teoria de trabalhos não devolvidos, bem como da falta de estudos antes dos exames.
Mesmo que o epíteto do Assassino Louco me seja atribuído pela mídia, considero-me um estudioso racional que apenas o canto do Ceifador levou a fazer gestos extremos. Porque por que perseverou a existir se é apenas para agradar o governo. Sendo bastante retrospectivas (ciência das exceções) por natureza, as feministas sempre têm algo para me deixar louco. Eles querem manter as vantagens das mulheres (por exemplo, seguro mais barato, licença maternidade prolongada precedida por uma retirada preventiva etc.) enquanto monopolizam as dos homens.
Assim, é verdade que, se os Jogos Olímpicos removessem a distinção Homem / Mulher, haveria Mulheres apenas nas competições graciosas. Portanto, as feministas não estão lutando para remover essa barreira. São tão oportunistas que [não] deixam de tirar proveito do conhecimento acumulado pelos homens ao longo da história. No entanto, eles tentam disfarçá-los sempre que podem. No outro dia, ouvi dizer que honramos os canadenses que lutaram na frente durante as guerras mundiais. Como explicar isso quando [desde então] as mulheres não foram autorizadas a ir para a frente? Vamos ouvir sobre os legionários e escravos das galés de César, que naturalmente ocuparão 50% da força de trabalho da história, apesar de nunca terem existido. Um verdadeiro casus belli.
Desculpe por esta carta de grandes dimensões.

Marc Lépine
A carta é seguida pela lista de dezenove nomes, com uma nota na parte inferior:
"Quase morri hoje. A falta de tempo (porque comecei tarde demais) permitiu que essas feministas radicais sobrevivessem.
Alea iacta est."

## Memorial
Os canadenses marcam o dia dos assassinatos como o Dia Nacional de Recordação e Ação contra a Violência contra as Mulheres. Em 2008, Monique Lépine publicou Aftermath, um livro de memórias de sua própria jornada através da tristeza e dor do incidente. Ela ficou em silêncio até 2006, quando decidiu falar pela primeira vez depois dos tiroteios daquele ano no Dawson College.

## Ver também

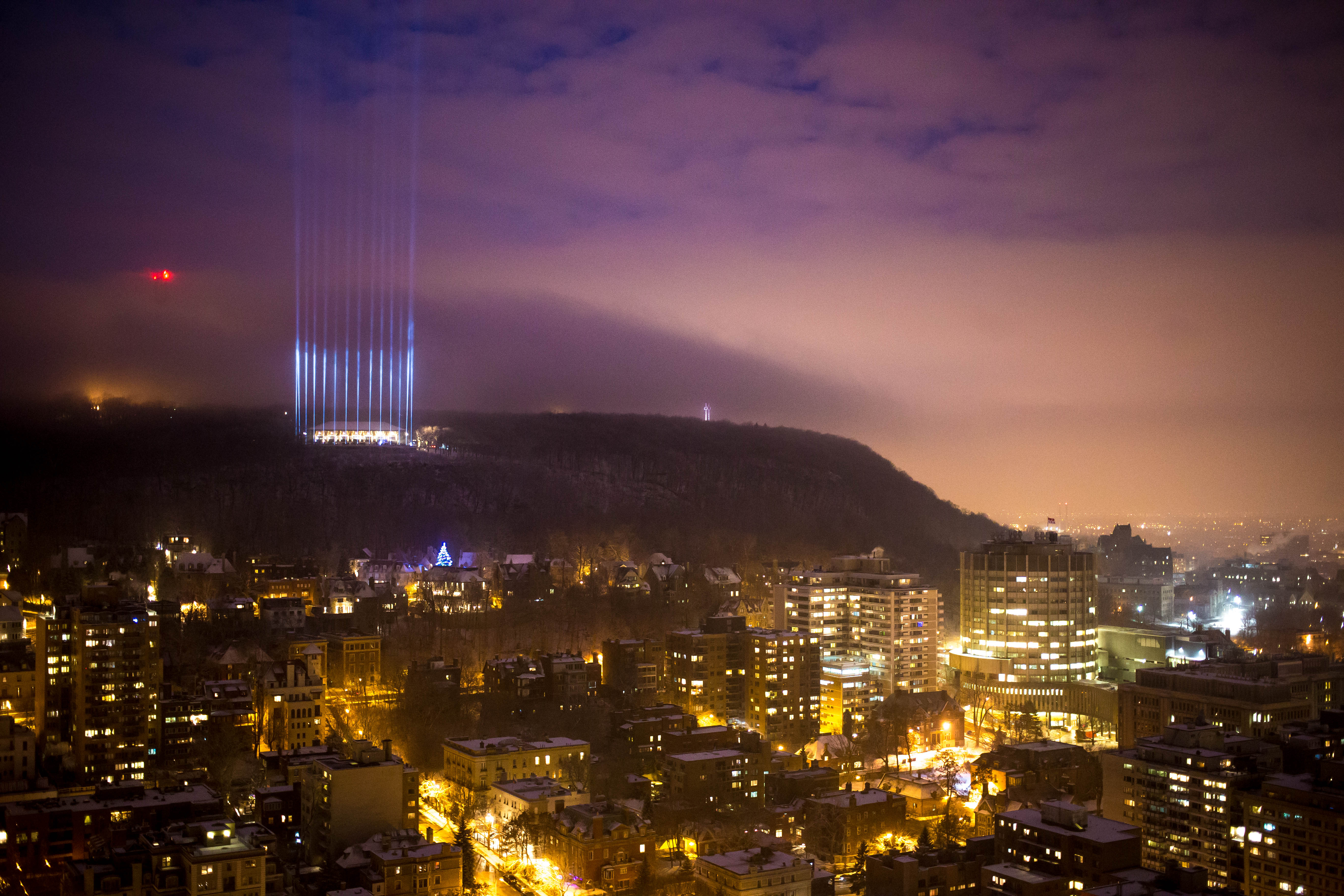
No 25º aniversário do massacre, catorze raios de luz representando as 14 vítimas iluminam o Monte Royal.